# Marie Feyler
Marie Feyler (* 1. November 1865 in Lausanne; † 26. Juni 1947 ebenda) war eine Schweizer Ärztin und Feministin.

## Leben
Marie Feyler entstammte einer Familie, die im Jahr 1857 vom deutschen Baden in den Kanton Waadt gekommen war. Ihr Vater Adolphe Feyler, Apotheker in Lausanne, erlaubte ihr zunächst nicht, das Studium der Medizin zu ergreifen, und so begann sie in Stuttgart die Ausbildung als Musikerin. Zurück in Lausanne, widmete sie sich seit 1892 heimlich naturwissenschaftlichen und medizinischen Studien und konnte erst nach dem erfolgreichen Abschluss einer Zwischenprüfung 1894 offiziell das universitäre Studium aufnehmen. Sie war eine der ersten Studentinnen der Universität Lausanne. Im Jahr 1901 erhielt sie – als erste Frau des Kantons Waadt – von der Medizinischen Fakultät der Universität Lausanne den Doktortitel für Medizin. Nach einem Praktikumsjahr an der Kinderklinik des Kantonsspitals in Lausanne erhielt sie 1902 die Bewilligung, als Ärztin im Kanton zu praktizieren. Sie richtete im Alter von 37 Jahren in Lausanne ihre eigene Hausarztpraxis ein, wo sie vor allem als Gynäkologin und Kinderärztin tätig war.
Seit dem Jahr 1895 war Marie Feyler, als erste Frau, Mitglied der Société Vaudoise des Sciences Naturelles.
Zusammen mit zwei Kolleginnen gründete sie 1904 die Beratungsstelle La Goutte de lait zur Unterstützung von einkommensschwachen Familien bei der Pflege von Kleinkindern. Das kinderärztliche Institut führte sie bis 1936. An der Internationalen Hygiene-Ausstellung in Dresden von 1911 erhielt sie für diese soziale Initiative eine Auszeichnung.
1906 gründete Marie Feyler die Organisation La Clé des Champs, mit welcher sie erholungsbedürftigen Frauen und Mädchen einen Urlaub in einer Ferienkolonie im ländlichen Mézières vermittelte. Im gleichen Jahr engagierte sie sich zusammen mit ihrem Bruder, dem Redaktor und Professor für Militärgeschichte Fernand Feyler, im Kampf gegen den Absinthmissbrauch.
Über ihre ärztliche und soziale Tätigkeit kam Marie Feyler dazu, sich auch in der Politik für Frauenbelange einzusetzen. Sie zählte zu den vehementen Waadtländer Befürworterinnen des Frauenstimmrechts. Im Jahr 1907 gehörte sie, zusammen mit der ersten Präsidentin Antonie Girardet-Veille aus Lausanne, zu den Gründerinnen der Association vaudoise pour le suffrage féminin.
Im Griechisch-Türkischen Krieg war sie 1912 als Mitglied des Hilfsdienstes Ambulance Vaud-Genève in Janina, Epirus, und während des Ersten Weltkriegs in Rumänien und in einem Lazarett in Bourg-en-Bresse tätig. Für ihren Einsatz im Sanitätsdienst wurde sie 1914 von der griechischen Königin Olga geehrt und 1921 von der französischen Regierung in die Ehrenlegion aufgenommen.
Marie Feyler engagierte sich in der Schweiz und auf internationaler Ebene für die frühen Organisationen von Ärztinnen. 1919 nahm sie am ersten Weltkongress der Medical Women’s International Association in New York teil. 1922 war sie an der Gründung des Vereins Association des femmes médecins suisses beteiligt und organisierte den zweiten Kongress der Medical Women’s International Association in Genf.
Im Jahr 2002 benannte die Bibliothèque universitaire de médecine des CHUV in Lausanne einen neu eröffneten Bereich nach der Medizinpionierin Espace Marie Feyler.